# 特里普尼图拉
特里普尼图拉（英語：Thrippunithura），是印度喀拉拉邦埃納庫拉姆縣的一个城镇。总人口达59881人（截至2001年）。

## 人口
该地2001年总人口59881人，其中男性29508人，女性30373人；0—6岁人口5790人，其中男2978人，女2812人；识字率87.11%，其中男性为88.39%，女性为85.86%。